# 錢時俊
錢時俊（1565年—1634年），字用章，號仍峰，南直隸蘇州府常熟縣人，明朝政治人物。

## 生平
萬曆二十八年（1600年）庚子科應天鄉試舉人，三十二年（1604年）甲辰科進士，三十六年（1608年）授工部主事，管杭州抽分，三十九年（1611年）升員外郎，差寶源局，四十年（1612年）升郎中，管夏鎮閘，四十三年（1615年）七月升四川右參議，四十八年（1620年）十月升湖廣岳州兵備副使，天啟二年（1622年）丁憂，五年（1625年）考察。崇祯七年十一月卒。著有《春秋胡傳翼》三十卷。

## 家族
曾祖父錢昇；祖父錢亨。父錢岱，隆慶五年進士，官湖廣道御史。子錢裔肅，萬曆四十三年順天乙卯舉人，孫錢曾，明末清初藏書家。